# Samhällstjänst
Denna artikel handlar om samhällstjänst som brottspåföljd, ej att förväxla med frivillig samhällstjänst eller allmän samhällstjänst. För frivillig samhällstjänst, se volontär. För allmän samhällstjänst, se totalförsvarsplikt. 
För musikalbumet av Raymond Peroti, se Samhällstjänst (musikalbum).  
Samhällstjänst är en brottspåföljd i flera länders straffrätt som innebär att den dömde får utföra oavlönat samhällsnyttigt arbete i stället för att sitta i fängelse. Bestämmelserna kring samhällstjänst som brottspåföljd ser något olika ut i olika länder, men gemensamt är att det är ett alternativ endast till kortare fängelsestraff, mindre än ett år. Bestämmelser kring vem som kan dömas till samhällstjänst utifrån faktorer som ålder liksom högsta antal timmar som utdöms som samhällstjänst varierar med brottets karaktär och mellan olika länder.

## Samhällstjänst i Sverige
Samhällstjänst är i svensk rätt en brottspåföljd som innebär att den dömde får en villkorlig dom om denne går med på att utföra oavlönat samhällsnyttigt arbete i stället för att sitta i fängelse. Det utdömda arbetet varierar mellan 40 och 240 timmar. Den som är under 21 år kan istället dömas till ungdomstjänst på mellan 20 och 150 timmar. Det är frivården som ansvarar för detta straff.
Vanliga arbetsplatser för utförandet är ideella föreningar, hjälporganisationer, kommunal verksamhet och kyrkor, men den dömde får komma med egna förslag. Arbetsplatsen får inte vara vinstinriktad.
Frivården gör tillsammans med arbetsplatsen och klienten upp ett schema för utförandet som sedan skall följas, vilket innebär att komma i tid och att frånvaro endast medges med godtagbart skäl, och att vara fri från drogpåverkan av till exempel alkohol- eller narkotika. Den som missköter sig blir rapporterad direkt till åklagare som beslutar om åtgärder. Allvarlig och/eller upprepad misskötsamhet kan leda till ny rättegång och fängelsestraff.
Det alternativa fängelsestraffet anges alltid i domen och är mellan 14 dagar och upp till ett år.
Genomförandet av arbetet ska ske på ungefär samma tid som det skulle ha tagit att verkställa det alternativa fängelsestraffet. Den som är dömd till skyddstillsyn står dessutom under övervakning som vid lindrig misskötsamhet få en varning av övervakningsnämnden.
Eftersom Europeiska konventionen om skydd för de mänskliga rättigheterna och svensk lag förbjuder tvångsarbete, kan domstol utdöma samhällstjänst endast om den tilltalade samtycker till påföljden.